# Wilaya di al-Buraymi
La Wilāya di al-Buraymī (in arabo ولاية البريمي‎?, Wilāyat al-Buraymī) è una delle tre Wilāyāt - assieme alla Wilaya di al-Sunayna e di Maḥḍa - che compongono il Governatorato di al-Buraymi, nel Sultanato arabo dell'Oman.
Si trova sul confine con lo Stato degli Emirati Arabi Uniti, a settentrione del Sultanato, nelle immediate vicinanze della città di al-'Ayn, appartenente all'Emirato di Abu Dhabi, facente parte degli EAU.
La popolazione, che conta poco più di 10.000 abitanti, è composta in prevalenza da appartenenti alla tribù araba dei Nuʿaym, a sua volta costituita da due grandi clan nomadi e semi-nomadi: quello degli Āl Bū Khuraybān e quello degli ِĀl Bū Shāmis.
Gli agricoltori locali, grazie alla presenza di acqua e a un sistema di canalizzazione sottoposto all'autorità dei capitribù, permette la produzione di datteri, di frutta (specialmente apprezzate, anche sui non remoti mercati dell'Emirato di Dubai sono le arance dolci e i manghi), oltre a vari tipi di verdure. Abbondante la presenza di alfalfa (erba medica), fondamentale pastura per i locali animali da allevamento. 